# استفان گونزالس
استفان گونزالس (انگلیسی: Esteban González؛ زادهٔ ۱۴ ژانویهٔ ۱۹۶۲) بازیکن سابق فوتبال اهل آرژانتین است که در پست مهاجم بازی می‌کرد. او با سه باشگاه مختلف قهرمان لیگ برتر فوتبال آرژانتین شد.
وی همچنین در تیم ملی فوتبال آرژانتین بازی کرده‌است.